# Nieuwpoort (Curaçao)
Nieuwpoort is een dorp en haven in Curaçao. Het bevindt zich ongeveer 11 km ten zuidoosten van Willemstad aan de Fuikbaai. Nieuwpoort is in 1875 aangelegd als industrieel complex voor de fosfaatmijnen van Tafelberg.

## Geschiedenis
Nieuwpoort was oorspronkelijk onderdeel van plantage Santa Barbara. De plantage was in 1662 gesticht door Matthias Beck, de gouverneur van Curaçao, en was met 1.202 hectare een van de grootste plantages van het eiland. In 1714 werd door gouverneur Jeremias van Collen een fort aan de Fuikbaai gebouwd dat later Fort Collenburg werd genoemd. In 1805 werd het fort door het Verenigd Koninkrijk veroverd, en raakte in verval. Alleen een ruïne is overgebleven van het fort.
In 1875 werd fosfaat ontdekt op de Tafelberg. Guano (vogelpoep) was in de kalksteen van de heuvel doorgedrongen, waardoor het gesteente rijk was aan fosfaat, maar arm in fluor. De Engelsman John Godden stichtte de Mijnmaatschappij Curaçao om het gebied te exploiteren.
De Fuikbaai was een natuurlijke haven ten zuiden van de Tafelberg. In het dorpje Nieuwpoort aan de Fuikbaai werd een industrieel complex gebouwd bestaande uit werkplaatsen, kantoren, magazijnen en woningen. Het complex werd gebouwd in Engelse stijl.
Een smalspoorlijn werd tussen de Tafelberg en Nieuwpoort aangelegd om het fosfaat van de heuvel naar de haven te vervoeren. Tot 1887 werden de treinen door ezels getrokken. Er ontstond onenigheid tussen Godden en de mede-eigenaren van de mijn, en in 1895 werd de mijn gesloten. In 1912 werd de mijn heropend en heeft tot 1979 gefunctioneerd. Er wordt nog steeds kalksteen gewonnen voor de lokale bouw, en Fuikbaai is een privé-haven van de Mijnmaatschappij Curaçao.
Het gebied rond Nieuwpoort werd ontwikkeld als toeristische zone, met ten noordwesten het lange strand van Fuik Beach. Het wordt omringd door bos- en natuurgebieden. Het industriele complex in Nieuwpoort heeft in 2005 een monumentstatus gekregen.
Sinds de jaren 1960 wordt jaarlijks het Fuikdag-evenement georganiseerd.

## Galerij

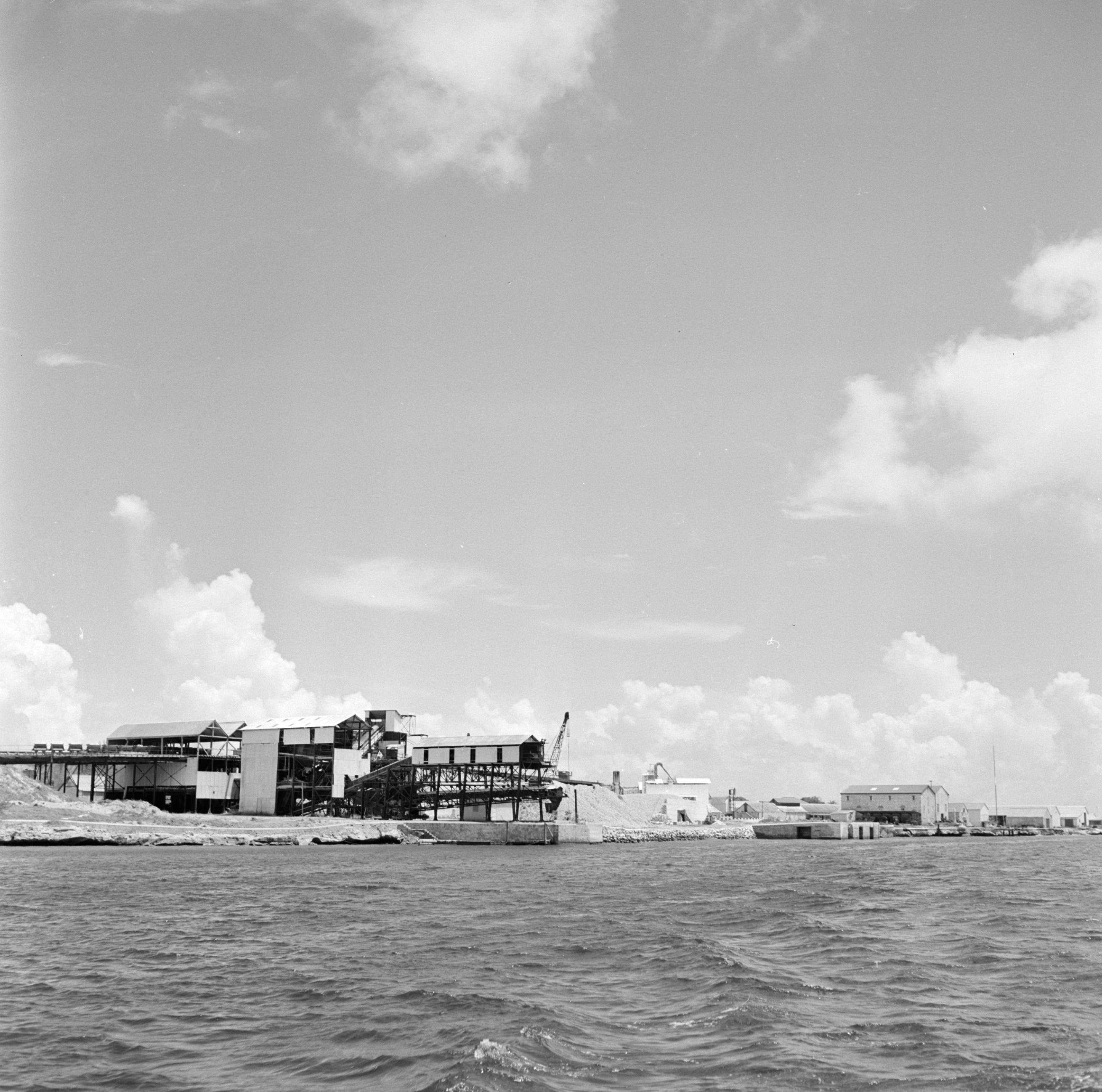
De fabrieken van Nieuwpoort (1955)
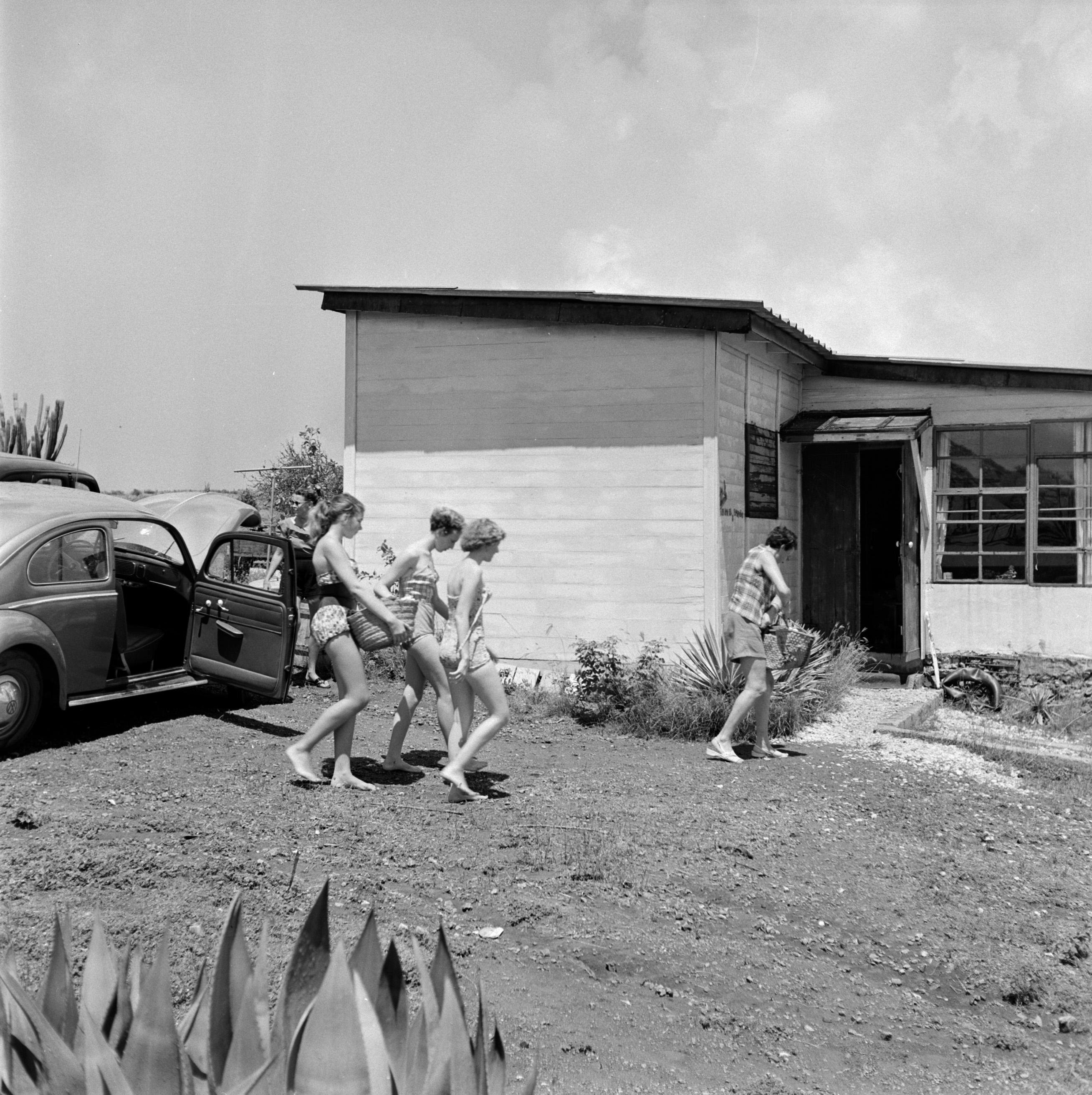
Uitspanning aan de Fuikbaai (1955)
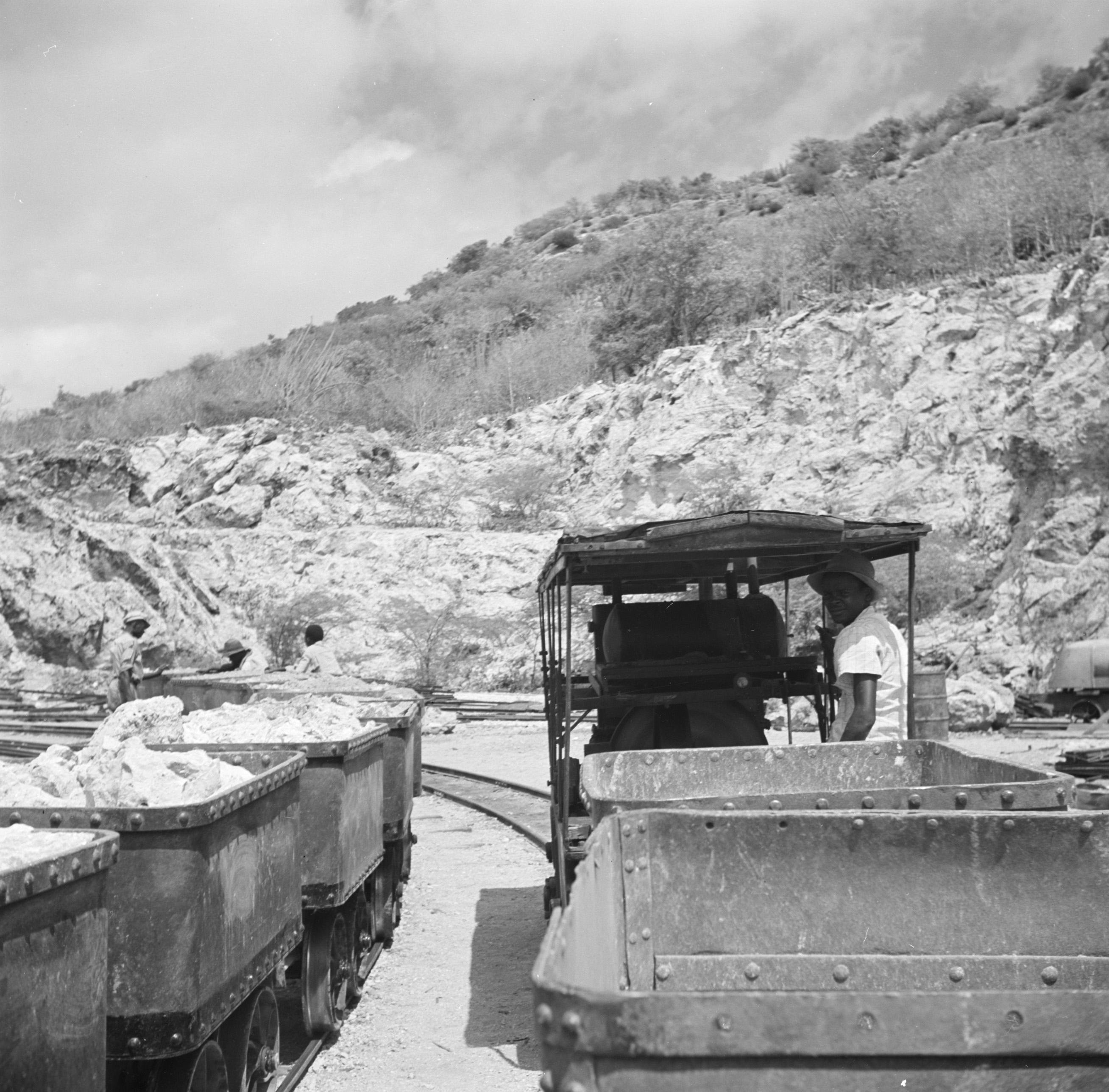
Fosfaatmijn en spoorlijn op de Tafelberg (1947)